# Región corporativa de Penal-Debe
Penal-Debe es una región de Trinidad y Tobago.

## Geografía
La región abarca parte de la isla Trinidad y limita al norte con el golfo de Paria, la ciudad de San Fernando y la región de Princes Town, al sur con el canal de Colón, al este con la región de Princes Town y al oeste con la región de Siparia.

## Organización territorial
Consta de treinta y tres localidades:
- Barrackpore (parcial)
- Batchyia Village
- Borde Narve (parcial)
- Canaan Village-Palmiste
- Charlo Village
- Debe
- Diamond
- Duncan Village
- Esperance Village
- Friendship (parcial)
- Golconda (parcial)
- Hermitage Village
- La Fortune
- La Romaine
- Lengua Village
- Mendez Village
- Monkey Town
- Morne Diablo
- Palmiste
- Penal
- Penal Quinam Beach Road
- Penal Rock Road
- Phillipines
- Picton
- Rambert Village
- Rochard Road
- San Francique (parcial)
- Scott Road Village
- St. Croix Village (parcial)
- St. John's Village (parcial)
- Syne Village (parcial)
- Tulsa Village (parcial)
- Wellington

## Demografía
Datos demográficos de la región de Penal-Debe:
| Gráfica de evolución demográfica de Penal-Debe entre 2000 y 2011 |
|                                                                  |